# Colegiul Pontifical Pio Romeno
Colegiul Pontifical Pio Romeno este un colegiu înființat de papa Pius al XI-lea în anul 1937 pentru tinerii din Biserica Română Unită cu Roma care se află în diferite faze de studiu (licențiat, doctorat) la universitățile din Roma.
În colegiu locuiesc deopotrivă seminariști și preoți aflați la studiu. Sfântul patron al bisericii seminarului este Ioan Damaschinul.

## Istoric
Rectori ai colegiului au fost, de-a lungul timpului, preotul Vasile Cristea (ulterior episcop român în exil) și ieromonahul benedictin Olivier Raquez (1994-2004).
Colegiul a fost vizitat în data de 15 mai 2015 de președintele Klaus Iohannis, care a rostit cu ocazia respectivă un discurs. Viorica Dăncilă, șefa guvernului României, s-a aflat în data de 12 mai 2018 la colegiul Pio Romeno, ocazie cu care a promis o donație de carte, promisiune onorată de Guvernul României în a doua jumătate a anului respectiv.